# Александър Шаламанов (стадион)
Вижте пояснителната страница за други значения на Славия.
„Александър Шаламанов“ е стадион, намиращ се в квартал Славия в София. На него играе домакинските си мачове футболният отбор „Славия“. Разполага с 25 556 седящи места.

## История
Първоначало стадионът се намира на северозапад от Руски паметник; построен е в средата на 20-те години на ХХ век и е разрушен в края на 40-те.
На сегашното място стадионът е построен през 1958 г. Кръстен е стадион „Славия“, което име носи до 2021 г. На 25 октомври 2021 г., часове след кончината на легендата на отбора Александър Шаламанов, е обявено, че стадион „Славия“ ще бъде прекръстен на стадион „Александър Шаламанов“.
- Входът към стадиона

## Други
На старото име на стадиона е наречена близката улица „Славия“ (Карта) и целия квартал „Славия“ (Карта).